# Sciuridae
Famille
Les sciuridés (Sciuridae) sont une famille de mammifères rongeurs dont le nom vient du latin Sciurus (écureuil), dérivé du grec σκίουρος composé de σκιά, skiá (« ombre ») et οὐρά, ourá (« queue »), cet animal pouvant utiliser sa queue comme parasol.
La famille des sciuridés est monophylétique ; elle comporte 58 genres et 285 espèces qui se trouvent sur tous les continents à l'exclusion de l'Australie et de l'Antarctique. On y retrouve les écureuils volants, les écureuils arboricoles et les écureuils terrestres (chiens de prairies, marmottes, spermophiles et  tamias rayés).

## Caractéristiques

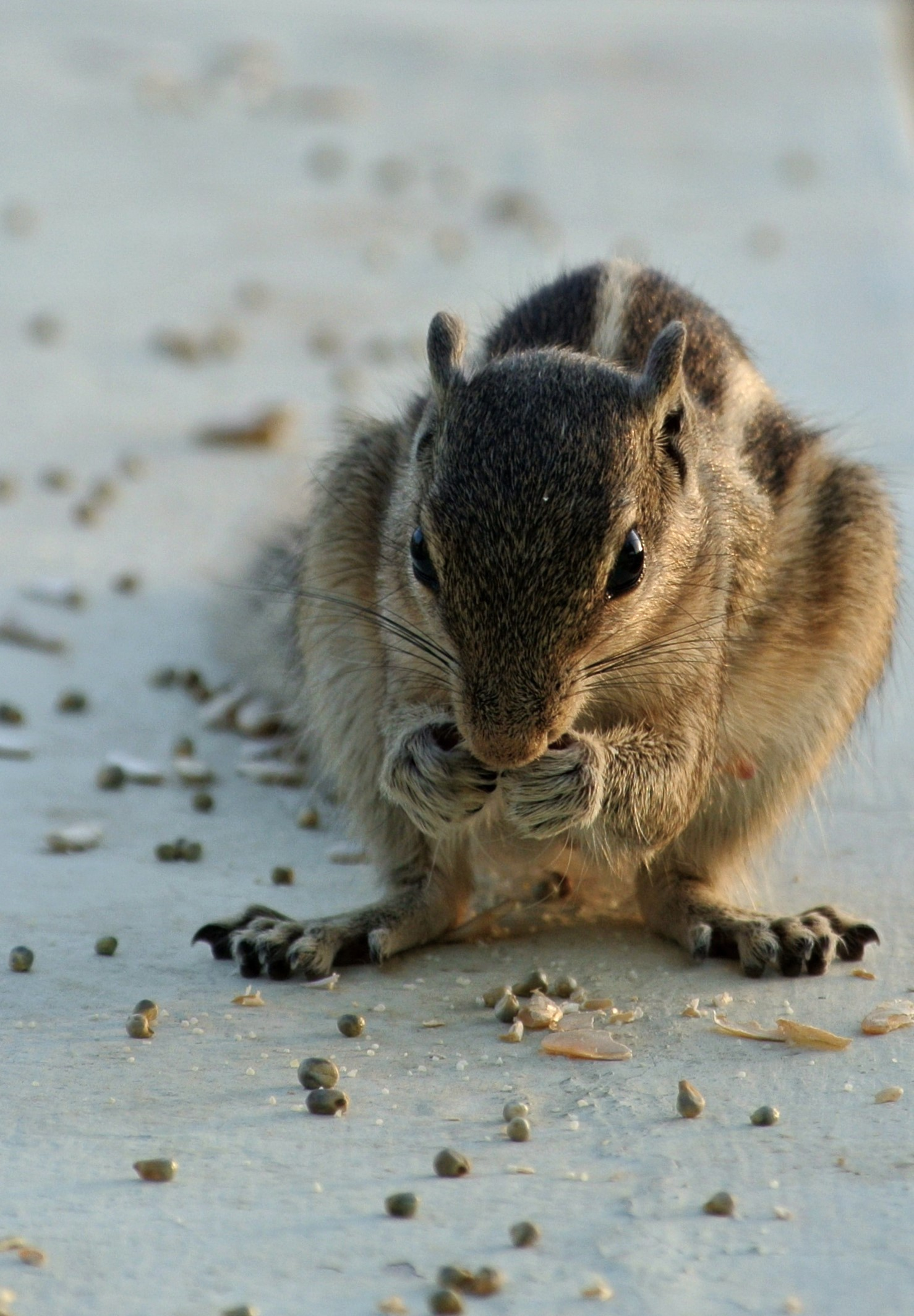
Sciuridae mangeant du millet commun. Juin 2016.

Leur corps est allongé avec une queue touffue, longue chez les formes arboricoles, plus courte chez les formes terrestres. Le poil est long et fin. Les grands yeux permettent une excellente vision. Leurs oreilles et leur ouïe sont également bien développées. Leur dentition est celle de tous les rongeurs avec une paire d'incisives à croissance continue. La tête, les pieds et la face externe des membres portent des vibrisses sensorielles. Les pattes se terminent par 5 doigts (le pouce est souvent atrophié) munis d'ongles acérés ; les pattes arrière sont plus développées. L'extrémité du museau est dépourvue de poils.

## Ancienne classification
- sous-famille Pteromyinae Écureuils volants :
  - Aeretes, avec une espèce, le Groove-toothed flying squirrel, nord-est de la Chine.
  - Aeromys, avec 2 espèces de la Thaïlande à Bornéo.
  - Belomys, avec une espèce, le hairy-footed flying squirrel, en Asie du Sud-Est.
  - Eupetaurus, avec une espèce, le Woolly Flying Squirrel, Cachemire ; rare.
  - Glaucomys, avec deux espèces, écureuils volants en Amérique du Nord.
  - Hylopetes, avec 7 espèces, en Asie du Sud-Est.
  - Iomys, avec une espèce, Horsfield's flying squirrel, Malaisie et Indonésie.
  - Petaurillus, écureuils volants pygmées avec 3 espèces, Bornéo et Malaisie.
  - Petaurista (giant flying squirrels), 5 espèces, en Asie du Sud-Est.
  - Petinomys, 9 espèces, en Asie du Sud-Est.
  - Pteromys, 2 espèces, de la Finlande au Japon.
  - Pteromyscus, une espèce, le Smoky flying squirrel, sud de la Thaïlande à  Bornéo.
  - Trogopterus, une espèce, le Complex-toothed flying squirrel, Chine.
- sous-famille Sciurinae

### Écureuils arboricoles
- Callosciurus, 15 espèces, Asie.
- Epixerus (giant palm squirrels), 2 espèces en Afrique de l'ouest
- Exilisciurus (pygmy squirrels), 6 espèces, Bornéo et Philippines.
- Funambulus (palm squirrels), 5 espèces, Inde
- Funisciurus, 12 espèces, Afrique centrale et australe
- Glyphotes (sculptor squirrels), 2 espèces, Bornéo
- Heliosciurus (sun squirrels), 3 espèces, Afrique
- Hyosciurus, une espèce, Celebes long-nosed squirrel, Sulawesi (Indonésie)
- Microsciurus (pygmy squirrels) 5 espèces, nord de l'Amérique du Sud et Sud de l'Amérique centrale.
- Myosciurus, une espèce, l'écureuil pygmée africain, Cameroun et Gabon; le plus petit des sciuridés.
- Nannosciurus, une espèce (Black-eared pygmy squirrel) Indonésie
- Paraxerus (Ecureuils de brousse), 12 espèces, Afrique
- Prosciurillus (dwarf squirrels), 5 espèces, Sulawesi (Indonésie)
- Protoxerus (giant squirrels), 2 espèces, du Liberia au Kenya et Angola
- Ratufa, 4 espèces, Asie du Sud-Est ; les plus gros des écureuils arboricoles
- Rhinosciurus, 1 espèce, le Shrew-faced ou Long-nosed squirrel, Thaïlande, Malaya, Sumatra, et Borneo
- Rubrisciurus, 1 espèce, le Red-bellied squirrel, Sulawesi (Indonésie)
- Sciurillus, 1 espèce, le Neotropical pygmy squirrel, the Guianas, Nord-est du Brésil et Amazonie péruvienne.
- Sciurus (les écureuils arboricoles typiques), 31 espèces, Europe, Moyen-Orient, nord de l'Asie, Amérique du Nord, Amérique du Sud ; le plus grand genre de la famille avec en particulier l'écureuil roux et l'écureuil gris.
- Sundasciurus, 13 espèces, de la Thaïlande à l'Indonésie et au sud des Philippines
- Syntheosciurus (écureuil de montagne) Panama et Costa Rica ; rare
- Tamiasciurus 2 espèces (écureuil roux d'Amérique et écureuil de Douglas), nord et ouest des États-Unis contigus, Canada et Alaska.

### Écureuils terrestres
- - Ammospermophilus (écureuils-antilopes), 5 espèces, Sud-Ouest des États-Unis et Nord du Mexique.
  - Atlantoxerus, une espèce, écureuil de Barbarie, Maroc et Algérie.
  - Cynomys (chien de prairie), 5 espèces, du Dakota du Nord au Mexique.
  - Dremomys, 4 espèces, Asie du Sud-Est.
  - Lariscus, 4 espèces, écureuils terrestres rayés, Sud de la Thaïlande, Malaisie et Indonésie.
  - Marmota (marmottes), 14 espèces.
  - Menetes, une espèce, Berdmore's ground squirrel, Birmanie, Indochine et Thaïlande.
  - Rheithrosciurus, une espèce, le Tufted ground squirrel, Bornéo
  - Spermophilopsis, une espèce, le long-clawed ground squirrel, Middle East.
  - Spermophilus, 36 espèces, de l'Europe centrale à la Sibérie au nord du Mexique avec, notamment :
  - Tamias (Tamias), 23 espèces, du nord du Mexique au Canada avec la Sibérie.
  - Tamiops, 4 espèces, écureuils rayés, Birmanie, Cambodge, Chine, Laos, Malaisie, Népal, Taïwan, et Viêt Nam.
  - Xerus, 4 espèces, Afrique sauf Sahara.

## Classification Mammal Species of the World
Classification MSW :
- sous-famille Ratufinae[2]  - écureuils géants
  - genre Ratufa
- sous-famille Sciurillinae[3]
  - genre Sciurillus (1 espèce) - écureuil pygmée néo-tropical
- sous-famille Sciurinae[4]
  - tribu Sciurini - Écureuils arboricoles
    - genre Microsciurus
    - genre Rheithrosciurus
    - genre Sciurus
    - genre Syntheosciurus
    - genre Tamiasciurus

  - tribu Pteromyini - vrais écureuils volants
    - genre Aeretes
    - genre Aeromys
    - genre Belomys
    - genre Biswamoyopterus
    - genre Eoglaucomys
    - genre Eupetaurus
    - genre Glaucomys
    - genre Hylopetes
    - genre Iomys
    - genre Petaurillus
    - genre Petaurista
    - genre Petinomys
    - genre Pteromys
    - genre Pteromyscus
    - genre Trogopterus
- sous-famille Callosciurinae[5] - écureuils asiatiques élégants
  - genre Callosciurus
  - genre Dremomys
  - genre Exilisciurus
  - genre Funambulus
  - genre Glyphotes
  - genre Hyosciurus
  - genre Lariscus
  - genre Menetes
  - genre Nannosciurus
  - genre Prosciurillus
  - genre Rhinosciurus
  - genre Rubrisciurus
  - genre Sundasciurus
  - genre Tamiops
- sous-famille Xerinae[6] - Écureuils terrestres
  - tribu Xerini
    - genre Atlantoxerus
    - genre Spermophilopsis
    - genre Xerus

  - tribu Protoxerini
    - genre Epixerus
    - genre Funisciurus
    - genre Heliosciurus
    - genre Myosciurus
    - genre Paraxerus
    - genre Protoxerus

  - tribu Marmotini
    - genre Ammospermophilus
    - genre Cynomys
    - genre Marmota
    - genre Sciurotamias
    - genre Spermophilus
    - genre Tamias